# FC Academia Chișinău
FC Academia Chișinău este un club de fotbal din Republica Moldova, care joacă în orașul-capitală Chișinău. Culorile clubului sunt alb-albastru. A fost înființat în 2006 de Igor Dobrovolski sub denumirea "FC Academia UTM Chișinău" pe care și-a schimbat-o în "FC Academia Chișinău" {debarasându-se de sintagma "UTM"} în data de 25 iunie  2012.

## Lotul sezonului 2015-2016
| Nr. |                   | Poziție | Jucător          |
| --- | ----------------- | ------- | ---------------- |
| 1   | Republica Moldova | P       | Victor Dimov     |
| 2   | Republica Moldova | F       | Adrian Cașcaval  |
| 3   | Republica Moldova | F       | Serghei Cuznețov |
| 5   | Republica Moldova | F       | Alexandr Chiciuc |
| 7   | Rusia             | A       | Daniil Nicolaev  |
| 8   | Republica Moldova | M       | Igor Lambarschi  |
| 9   | Republica Moldova | A       | Petru Leucă      |
| 10  | Republica Moldova | M       | Andrei Marina    |
| 11  | Republica Moldova | F       | Daniel Indoitu   |
| 12  | Republica Moldova | P       | Maxim Copeliciuc |

| Nr. |                   | Poziție | Jucător          |
| --- | ----------------- | ------- | ---------------- |
| 13  | Republica Moldova | M       | Eugen Slivca     |
| 14  | Republica Moldova | A       | Radu Gînsari     |
| 15  | Republica Moldova | M       | Vasile Soltan    |
| 19  | Republica Moldova | M       | Valeri Ciupercă  |
| 21  | Republica Moldova | F       | Maxim Potîrniche |
| 22  | Republica Moldova | F       | Vadim Cemîrtan   |
| 25  | Republica Moldova | A       | Vladimir Potlog  |
| 26  | Republica Moldova | M       | Efim Cojuhari    |
| 27  | Republica Moldova | M       | Artem Bludnov    |
| 31  | Republica Moldova | M       | Severin Bogdan   |
|     | Republica Moldova | F       | Alexei Solomin   |